# Estelle Youssouffa

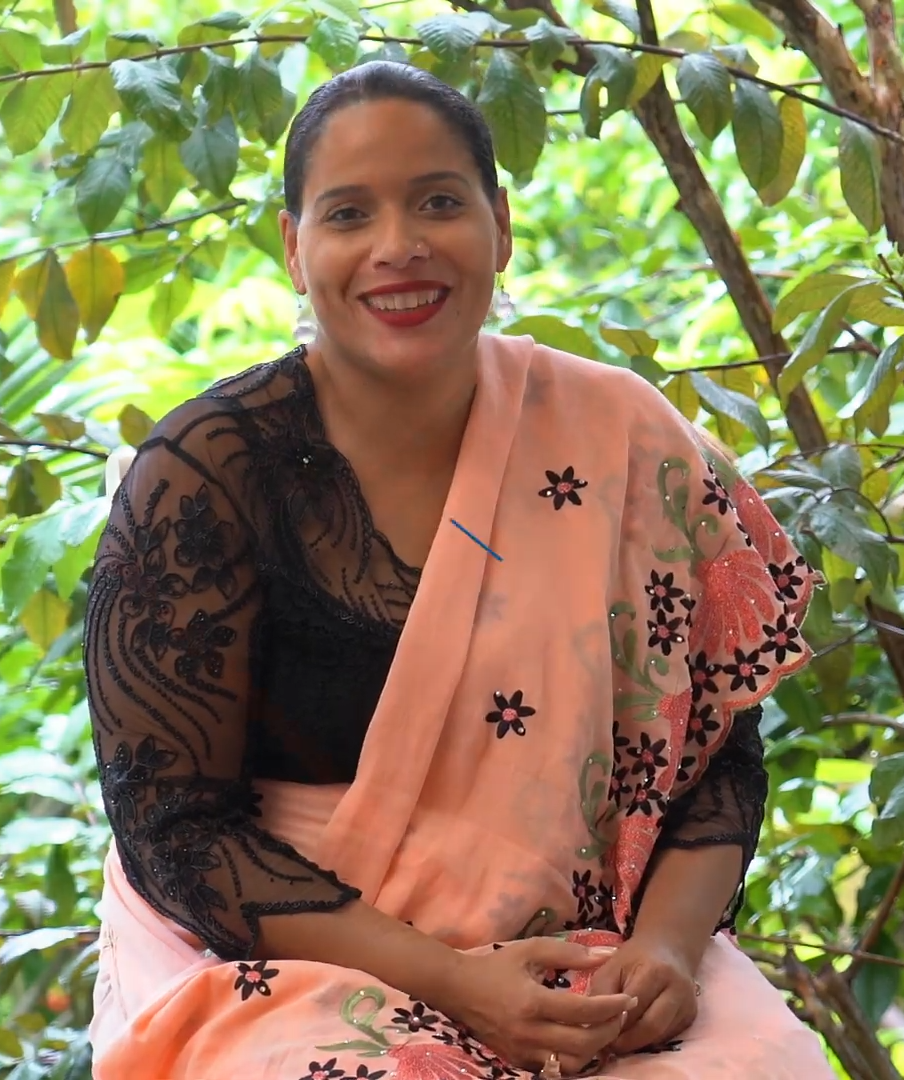
Estelle Youssouffa (2022)

Estelle Youssouffa (* 31. Juli 1978 in Châtenay-Malabry) ist eine französische Politikerin. Sie ist seit 2022 als Parteilose Abgeordnete der Nationalversammlung für den ersten Wahlkreis von Mayotte.
Sie hat Journalismus in Tours studiert, später Politikwissenschaften in Kanada, worauf sie als Journalistin in Mayotte bekannt wurde. 2021 entschied sie sich als Kandidatin für den Parlamentswahlen aufzustellen, welche sie mit 67 % auch gewann. In den Parlamentswahlen von 2024 wurde sie mit 79,5 % wiedergewählt.